# The Talk of the Town (film fra 1918)
The Talk of the Town er en amerikansk stumfilm fra 1918 af Allen Holubar.

## Medvirkende
- Dorothy Phillips - Genevra French
- William Stowell - Lawrence Tabor
- Lon Chaney - Jack Lanchome
- George Fawcett
- Clarissa Selwynne - Aunt Harriet